# Jamiołki-Świetliki
Jamiołki-Świetliki is een plaats in het Poolse district  Wysokomazowiecki, woiwodschap Podlachië. De plaats maakt deel uit van de gemeente Sokoły en telt 25 inwoners.